# Teatro medieval

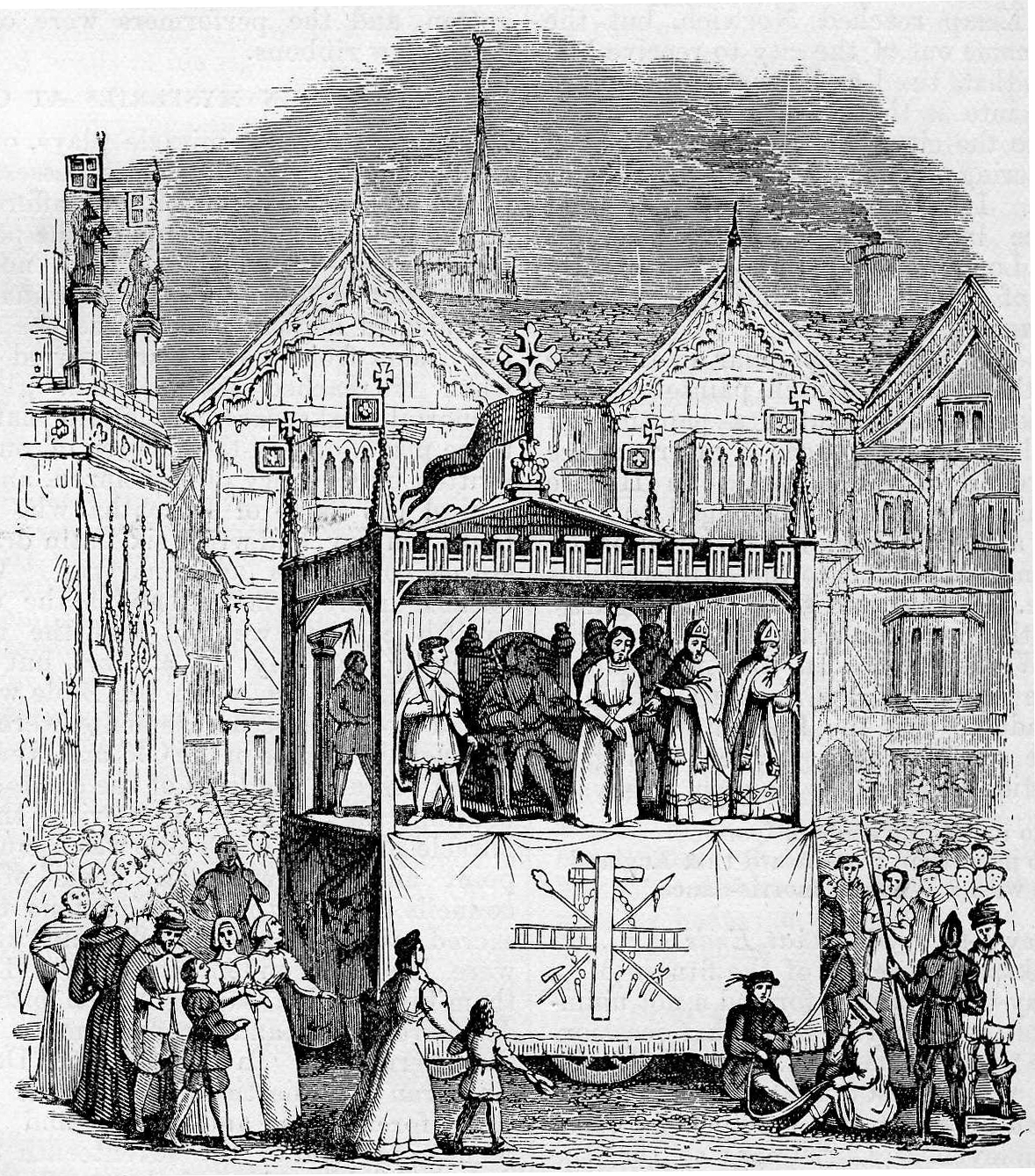
Escena de teatro barroco tomada del "Book of Days"

Los orígenes del teatro medieval no se encuentran completamente aclarados. Según parece, hay una ruptura de siglos en la representación teatral desde el mundo romano y griego, quienes prefieren la comedia a la tragedia, más cultivada entre los griegos. Las opiniones de los primeros cristianos acerca del teatro son bastante negativas y es posible que ello influyera en la práctica desaparición del mismo.
El teatro se desarrolló a partir de las festividades. En esas fiestas, se inician representaciones del misterio, dentro de la iglesia. 
El teatro empezó en las iglesias representando los momentos litúrgicos más importantes, como la Epifanía, la visita al sepulcro y la Pasión de Cristo. De ahí pasó a los pórticos de las mismas por la inclusión de momentos cómicos y jocosos y, finalmente, a las calles y plazas públicas. Esto permitió la introducción de elementos como el vestuario o la escenografía, el uso de carros, etc.
El único texto teatral que se conserva en español anterior al siglo XV es el Auto de los Reyes Magos, del siglo XII, del cual se conservan 147 versos. Ya en el siglo XV, destaca el dramaturgo Gómez Manrique, autor de una Representación del nacimiento de Nuestro Señor compuesta hacia 1476.
Durante esta época, las autoridades eclesiásticas se sirvieron del teatro para divulgar entre el pueblo las historias de la Biblia y los valores del cristianismo. Los sacerdotes crearon dramas de tema religioso, llamados misterios. Las obras se interpretaban primero en las iglesias, más adelante también en las plazas de las ciudades o en carretas que podían trasladarse de una localidad a otra. El teatro medieval, al igual que el teatro clásico, surgió a partir del culto religioso, pero enfocado hacia el cristianismo.
Más tarde empezaron a aparecer también obras no religiosas, basadas en cuentos tradicionales o anécdotas divertidas. Se hicieron populares las obras de intención moral, que utilizaban la poesía, la música y la comedia para instruir al pueblo. En esa época se formaron pequeños grupos de artistas profesionales llamados juglares, que trabajaban en los patios de las posadas y en las ferias.